# Salebroferus confragosus
Salebroferus confragosus is een keversoort uit de familie Schizophoridae. De wetenschappelijke naam van de soort is voor het eerst geldig gepubliceerd in 1969 door Ponomarenko.